# Gefecht bei Winterthur
Ostrach – Feldkirch – Stockach I – Verona – Magnano – Cassano d’Adda – Bassignana – Frauenfeld – Winterthur – Zürich I – Trebbia – Mantua – Novi – Döttingen - Vlieter – Bergen – Gotthardpass – Teufelsbrücke – Dietikon – Zürich II – Linth – Muotatal – Näfels – Egmont – Castricum - Genola – Wiesloch – Genua – Rheinklingen – Engen – Stockach II –  Meßkirch – Biberach II – Montebello – Marengo – Höchstädt – Oberhausen – Brión – Hohenlinden – Walserfeld – Pozzolo – Kopenhagen – Algeciras I – Algeciras II
Im Gefecht bei Winterthur am 27. Mai 1799, während des Zweiten Koalitionskrieges gegen das revolutionäre Frankreich, besiegten österreichische Truppen ein französisches Heer bei Winterthur in der Schweiz.  Das Gefecht war ein Vorspiel zur Ersten Schlacht von Zürich.
Feldmarschallleutnant Friedrich von Hotze hatte beim Wiederausbruch der Feindseligkeiten im März 1799 den Oberbefehl über die etwa 23.000 Mann starken österreichischen Truppen in Vorarlberg und Graubünden erhalten.  Dort sah er sich sofort in Kämpfe gegen französische Truppen unter General André Masséna, dem vom Direktorium Frankreichs ernannten Befehlshaber der „schweizerischen Armee“, verwickelt, in denen er und seine Soldaten sich bewährten.  Nachdem sie zunächst Feldkirch im März verteidigt hatten, eroberten sie am 14. Mai 1799 das befestigte Luziensteig zurück.
Hotze setzte nach und ging gemeinsam mit Erzherzog Karl (der erst gegen Schluss des Gefechtes eingriff), dem Oberbefehlshaber der österreichischen Armeen in Süddeutschland, Norditalien und der Schweiz, offensiv gegen Masséna vor.  Am 27. Mai schlugen sie einen Teil der Truppen von Masséna unter der Führung von Michel Ney bei Winterthur und zwangen ihn, sich nach Zürich zurückzuziehen.
Nur wenige Tage später, am 4. bis 7. Juni 1799, besiegten die beiden Masséna in der Ersten Schlacht von Zürich ein weiteres Mal. Masséna sah sich gezwungen, die Stadt den Österreichern zu überlassen und sich hinter die Limmat zurückzuziehen.